# Patricia Stuart Alvarado
Norka Patricia Stuart Alvarado (Lima, 19 de diciembre de 1958) es una economista y educadora peruana. Actualmente, ocupa el cargo de rectorade la Universidad de Lima para el periodo 2024-2029.

## Biografía
Estudió Economía en la Universidad de Lima, donde también obtuvo el grado de magíster en Administración de la Educación. Además, es magíster en Administración de Negocios por la Universidad San Ignacio de Loyola y Master of Business Administration por la California State University'. Posteriormente, se doctoró en Ciencias Administrativas en la Universidad Nacional Mayor de San Marcos.
Es la primera mujer graduada de la Universidad de Lima en ser elegida como rectora de la institución. Anteriormente, ocupó los cargos de vicerrectora, decana de la Facultad de Ciencias Empresariales y Económicas, y directora de la Carrera de Negocios Internacionales.
Fue becaria del German Academic Exchange Service (DAAD) y del Dialogue on Innovative Higher Education Strategies (DIES), donde participó en el International Deans’ Course Latin America 2015-2016. También fue becaria del United States Department of State - Phelps Stokes Fund en el año 2000.
Entre 2019 y 2021, formó parte del Latin America and Caribbean Advisory Council de The Association to Advance Collegiate Schools of Business (AACSB). Asimismo, integró el Comité Asesor del PRME LAC, y de 2022 a 2024, fue presidenta del Comité de Educación de la Cámara de Comercio Americana del Perú (AmCham).
Ha sido Chair del Capítulo de América Latina y el Caribe de Principles for Responsible Management Education (PRME), iniciativa de la ONU, y ha sido miembro de la Comisión de Innovación, Ciencia y Tecnología de la Cámara de Comercio de Lima. Ha sido jurado en importantes concursos internacionales de innovación, como el Desafío Intel, el Young Americas Business Trust de la Organización de los Estados Americanos y Wayra de Telefónica Perú, entre otros.
En mayo de 2024, fue elegida rectora de la Universidad de Lima para el periodo 2024-2029. Entre los ejes estratégicos de su gestión, se encuentran la internalización de las carreras y los programas de posgrado, la sostenibilidad y la innovación con un plan de inversión de 400 millones de soles.
En 2025, fue reconocida por Forbes como una de las 50 mujeres más poderosas del Perú.

## Publicaciones
- Pymes responsables (2011). Fondo Editorial de la Universidad de Lima.
- "Current situation and challenges in peruvian universities". Handbook of Higher Education in Latin America: Deans´ Views and Overviews (2020), en coautoría con Mónica Bonifaz.
- "PRME Chapter Latin America and the Caribbean". Responsible Management Education (2021), en coautoría con Maritza Arbaiza, Norman de Paula Arruda, Naldi Carrión, Alfredo Estrada, Consuelo García, Victoria González, Gustavo Fructuozo, Christiane Molina, Jorge Sanabria y Gustavo Yepes-López.